# Павлов Володимир Миколайович
Володимир Миколайович Павлов (19 червня 1915, тепер Російська Федерація — 1993, місто Москва) — радянський державний діяч, дипломат, завідувач II-го Європейського відділу Міністерства закордонних справ СРСР. Кандидат у члени ЦК КПРС у 1952—1956 роках.

## Життєпис
Народився в родині інженера-шляховика.
У 1939 році закінчив Московський енергетичний інститут, інженер-теплотехнік.
Член ВКП(б) з 1939 року.
З квітня 1939 року працював у Народному комісаріаті закордонних справ СРСР, був помічником міністра закордонних справ СРСР В'ячеслава Молотова.
У 1939 — грудні 1940 року — 1-й секретар Повноважного представництва СРСР у Німеччині.
У грудні 1940 — 1941 року — завідувач Центрально-європейського відділу Народного комісаріату закордонних справ СРСР.
У 1941—1947 роках — помічник народного комісара (міністра) закордонних справ СРСР В'ячеслава Молотова. Деякий час був основним перекладачем з англійської та німецької для Йосипа Сталіна.
У 1947—1948 роках — радник Посольства СРСР у Великій Британії.
У 1949—1952 роках — завідувач II-го Європейського відділу Міністерства закордонних справ СРСР.
18 жовтня 1952 — 5 березня 1953 року — секретар Постійної комісії із зовнішніх справ при Президії ЦК КПРС.
У 1953 році — в апараті Міністерства закордонних справ СРСР: завідувач II-го Європейського відділу Міністерства закордонних справ СРСР.
З 1953 по 1974 рік — головний редактор Видавництва літератури іноземними мовами (з 1964 року —  видавництва «Прогрес»).
З 1974 року — персональний пенсіонер у Москві.
Помер 1993 року в Москві. Похований на Ваганьковському цвинтарі Москви.

## Нагороди і звання
- орден Вітчизняної війни І ст. (5.11.1945)
- орден Трудового Червоного Прапора
- кавалер ордена Британської імперії (1945)
- медалі
- надзвичайний і повноважний посол СРСР